# Peperomia simplex
Peperomia simplex är en pepparväxtart som beskrevs av William Hamilton. Peperomia simplex ingår i släktet peperomior, och familjen pepparväxter. Inga underarter finns listade i Catalogue of Life.